# Campionati americani femminili di pallacanestro Under-18
I Campionati americani femminili di pallacanestro Under-18 (in inglese FIBA Americas Under-18 Championship for Women) sono una competizione sportiva continentale a cadenza annuale organizzata dalla FIBA Americas, la federazione americana della pallacanestro.
Si tratta di un torneo tra nazionali composte di giocatrici al di sotto dei 18 anni di età, ed è di solito valevole per la qualificazione ai Campionati mondiali Under-19.
La prima edizione fu organizzata nel 1988 in Brasile. Fino al 2004 il torneo si svolgeva ogni quattro anni.

## Albo d'oro
| Anno | Nazione ospitante | Finale 1º/2º | Finale 1º/2º  | Finale 1º/2º  | Finale 3º/4º | Finale 3º/4º  | Finale 3º/4º |
| Anno | Nazione ospitante | Vincitore    | punteggio     | Secondo posto | Terzo posto  | punteggio     | Quarto posto |
| ---- | ----------------- | ------------ | ------------- | ------------- | ------------ | ------------- | ------------ |
| 1988 | Brasile           | Stati Uniti  |               | Brasile       | Cuba         |               | Canada       |
| 1992 | Messico           | Brasile      |               | Stati Uniti   | Cuba         |               | Porto Rico   |
| 1996 | Messico           | Brasile      | 82-78         | Stati Uniti   | Argentina    | 69-61         | Cuba         |
| 2000 | Argentina         | Stati Uniti  | 69-46         | Cuba          | Brasile      | 59-39         | Argentina    |
| 2004 | Porto Rico        | Stati Uniti  | 121-56        | Porto Rico    | Canada       | 47-43         | Brasile      |
| 2006 | Stati Uniti       | Stati Uniti  | 85-52         | Canada        | Argentina    | 73-69         | Brasile      |
| 2008 | Argentina         | Stati Uniti  | girone finale | Canada        | Brasile      | girone finale | Argentina    |
| 2010 | Stati Uniti       | Stati Uniti  | 81-38         | Brasile       | Canada       | 81-42         | Cile         |
| 2012 | Porto Rico        | Stati Uniti  | 71-47         | Brasile       | Argentina    | 53-49         | Canada       |

## Medagliere
| Pos. | Paese       | Oro | Argento | Bronzo | Totale |
| ---- | ----------- | --- | ------- | ------ | ------ |
| 1    | Stati Uniti | 7   | 2       | 0      | 9      |
| 2    | Brasile     | 2   | 3       | 2      | 7      |
| 3    | Canada      | 0   | 2       | 2      | 4      |
| 4    | Cuba        | 0   | 1       | 2      | 3      |
| 5    | Porto Rico  | 0   | 1       | 0      | 1      |
| 6    | Argentina   | 0   | 0       | 3      | 3      |